# (4496) Kamimachi
(4496) Kamimachi est un astéroïde de la ceinture principale.

## Description
(4496) Kamimachi est un astéroïde de la ceinture principale. Il fut découvert le 9 décembre 1988 à Geisei par Tsutomu Seki. Il présente une orbite caractérisée par un demi-grand axe de 2,81 UA, une excentricité de 0,05 et une inclinaison de 4,8° par rapport à l'écliptique.

## Compléments